# スズキ・インドモービル・モーター
P.T.スズキ・インドモービル・モーター（P.T. SUZUKI INDOMOBIL MOTOR）は、インドネシアにある自動車、オートバイの製造販売会社。社名が示すように、日本のスズキとインドモービル・グループとの合弁会社であり、スズキの出資比率は2015年時点で93.4%である。

## 概要
1991年、前身のP.T.インドモービル・スズキ・インターナショナルが発足。2008年に現在の社名に変更した。ジャカルタ市内に本社を置き、ジャカルタ近郊に二輪・四輪組み立て、エンジン製造を行う工場を有する。2000年代の自動車の生産台数は8万台前後、オートバイの生産台数は80万台前後となっている。生産車は、国内での販売のほか、一部は海外へ輸出される。
2015年5月29日、西ジャワ州ブカシ県のグリーンランド・インターナショナル・インダストリアル・センター（GIIC）内に建設されたチカラン工場の四輪車体組立工場が完成し、操業を開始した。なお、開所式に出席したスズキの鈴木修会長兼社長（当時）は、2～3年後をめどに四輪車の生産拠点をチカラン工場に集約する意向を示している。

## 生産拠点
- タンブンI工場（ブカシ市、二輪組立）
- タンブンII工場（ブカシ市、四輪組立）

生産車種：カリムンワゴンR、APV、キャリイ（フトラ）
- チャクン工場（東ジャカルタ市、二輪・四輪エンジン）
- チカラン工場（西ジャワ州ブカシ県、四輪組立、エンジン、トランスミッション）

生産車種：エルティガ（タンブンII工場から移管）

## 取扱車種
※2015年5月時点

### 自動車
- エルティガ
- スプラッシュ
- APV
- グランドビターラ
- スイフト
- カリムン・ワゴンR
- キャリイ（フトラ） - 日本国内で販売されている同名車種とは全くの別物

### オートバイ
- Satria
- Shooter FI
- Shogun
- アドレス
- Nex Fi
- Hayate
- Inazuma 250 - 日本ではGSR250として販売
- Thunder
- Burgman 200
- Hayabusa
- V-Strom650
- GSR750